# Nico Blom (politicus)

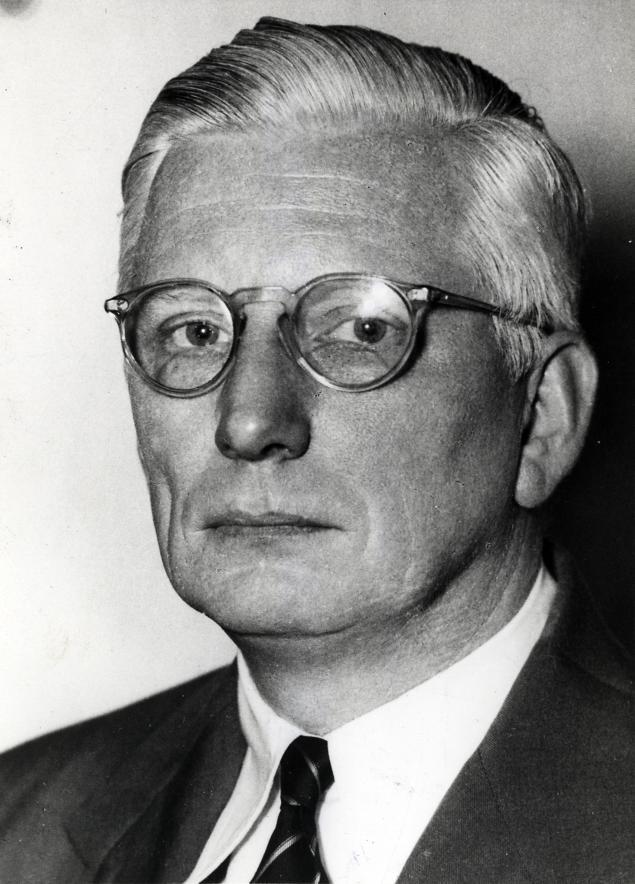
N.S. Blom

Nicolaas Selhorst (Nico) Blom (Deventer, 22 maart 1899 – 's-Gravenhage, 27 mei 1972) was diplomatiek ambtenaar en een Nederlandse partijloze politicus.
Blom was een voormalige rechter en bestuursambtenaar in Nederlands-Indië, die na de oorlog adviseur voor Indische Zaken en staatssecretaris voor Indonesische aangelegenheden werd. Hij was een voorstander van overleg met de leiders van de Republiek Indonesia en een belangrijk diplomaat tijdens onderhandelingen. Na zijn aftreden als staatssecretaris in het kabinet-Drees I werd hij regeringscommissaris voor Indonesische aangelegenheden.
- Biografisch Portaal: 13356854
- Gemeinsame Normdatei: 1266669671
- International Standard Name Identifier: 0000 0003 8951 0762
- Nederlandse Thesaurus van Auteursnamen: 073723665
- Parlement.com: vg09llh9vvxe
- Virtual International Authority File: 196577027
- WorldCat: E39PBJvxwR4rrjchMVjHv3V6Kd